# Xenocalamus bicolor
Espèce
Synonymes
- Xenocalamus bicolor var. lineatus Roux, 1907
- Michaela pernasuta Werner, 1915

Xenocalamus bicolor est une espèce de serpents de la famille des Lamprophiidae. 

## Répartition
Cette espèce se rencontre :
- en Afrique du Sud ;
- en Angola ;
- au Botswana ;
- au Mozambique ;
- en Namibie ;
- en République démocratique du Congo ;
- au Zimbabwe.

## Liste des sous-espèces
Selon The Reptile Database (2 déc. 2011) :
- Xenocalamus bicolor australis FitzSimons, 1946
- Xenocalamus bicolor bicolor Günther, 1868
- Xenocalamus bicolor concavorostralis Hoffman, 1940
- Xenocalamus bicolor lineatus Roux, 1907
- Xenocalamus bicolor machadoi Laurent, 1954
- Xenocalamus bicolor maculatus FitzSimons, 1937
- Xenocalamus bicolor pernasutus (Werner, 1915)

## Description
L'holotype de Xenocalamus bicolor mesure 43 cm toutefois sa queue est incomplète. Son dos est uniformément noir et sa face ventrale blanche.
C'est un serpent venimeux.

## Étymologie
Son nom d'espèce, du latin bicolor, « à deux couleurs », lui a été donné en référence à sa livrée.

## Publications originales
- FitzSimons, 1946 : Notes on some South African snakes, including a description of a new subspecies of Xenocalamus. Annals of the Transvaal Museum, vol. 20, no 4, p. 379-393.
- Günther, 1868 : Sixth account of new species of snakes in the collection of the British Museum. Annals and Magazine of Natural History, sér. 4, vol. 1, p. 413-429 (texte intégral).
- Hoffman, 1940 : A new subspecies of Xenocalamus from Bloemfontein. Soölogiese navorsing van die Nasionale Museum, vol. 1, no 11, p. 111-112.
- Laurent, 1954 : Reptiles et batraciens de la région de Dundo (Angola) (Deuxième note). Companhia de Diamantes de Angola (Diamang), Serviços Culturais, Publicações Culturais, no 23, p. 37-84.
- Roux, 1907 : Sur quelques reptiles sud-africains. Revue suisse de zoologie, vol. 15, p. 75-86 (texte intégral).
- Werner, 1915 : Reptilia und Amphibia in Michaelsen, 1915 : Beiträge zur Kenntnis der Land- und Süsswasserfauna Deutsch-Südwestafrikas, vol. 3, p. 325-376 (texte intégral).